# Sport au pays de Galles
Cet article traite du sport au pays de Galles.
Le pays de Galles étant membre du Royaume-Uni, suivant la discipline les athlètes gallois évoluent soit au sein d'une équipe galloise (ex: au rugby) soit au sein d'une équipe unifiée du Royaume-Uni (ex: pour les Jeux olympiques).

## Organisation
Fédération galloise de basket-ball

## Disciplines

### Rugby
Le rugby (Rugby à XV, Rugby à XIII et Rugby à VII) est le sport le plus populaire au pays de Galles. Il est pratiqué dès le plus jeune âge.

### Billard
Le Welsh Open est un tournoi annuel de snooker.

### Golf
De 1986 à 1991, le pays de Galles organisait le Grand Prix d'Europe.
Le pays de Galles possède de nombreux parcours de golf.

## Temple de la renommée des sports du pays de Galles
Le Panthéon des sports gallois ou Temple de la renommée des sports du pays de Galles (Welsh Sports Hall of Fame (WSHF)) est une association caritative fondée en 1980 en hommage « aux héros du sport du pays de Galles ».